# سام دالبی
سام دالبی (انگلیسی: Sam Dalby؛ زادهٔ ۷ دسامبر ۱۹۹۹) بازیکن فوتبال اهل بریتانیا است.
از باشگاه‌هایی که در آن بازی کرده‌است می‌توان به باشگاه فوتبال لیتون اورینت اشاره کرد.